# Eomamenchisaurus yuanmouensis
Eomamenchisaurus yuanmouensis („raný Mamenchisaurus“) byl druh velkého dlouhokrkého sauropodního dinosaura z čeledi Mamenchisauridae, žijícího v období střední jury (asi před 170 miliony let) na území současné jižní Číny (provincie Jün-nan, oblast Jüan-mou). Ve skutečnosti by se však mohlo jednat o zástupce již dříve popsaného rodu Yuanmousaurus. Velikostí patřil mezi středně velké sauropody, při délce asi 17 metrů mohl vážit zhruba 14 tun.

## Historie
Typový a jediný známý druh E. yuanmouensis byl formálně popsán pětičlenným týmem čínských paleontologů v periodiku Acta Geologica Sinica v únoru roku 2008. Dinosaurus byl popsán na základě objevu nekompletní kostry (typový exemplář a holotyp nese označení CXMVZA 165), odkryté v sedimentech souvrství Čang-che (angl. Zhanghe), datovaných do období střední jury (asi před 175 až 161 miliony let).